# Вальтер (лунный кратер)
Кратер Вальтер (лат. Walther), не путать с кратером Валтер (лат. Walter), — большой древний ударный кратер находящийся в южной гористой материковой области видимой стороны Луны. Название присвоено итальянским астрономом Джованни Баттиста Риччоли в честь известного немецкого астронома, ученика Региомонтана, Бе́рнхарда Ва́льтера (1430—1504) и утверждено Международным астрономическим союзом в 1935 г. Образование кратера относится к донектарскому периоду.

## Описание кратера

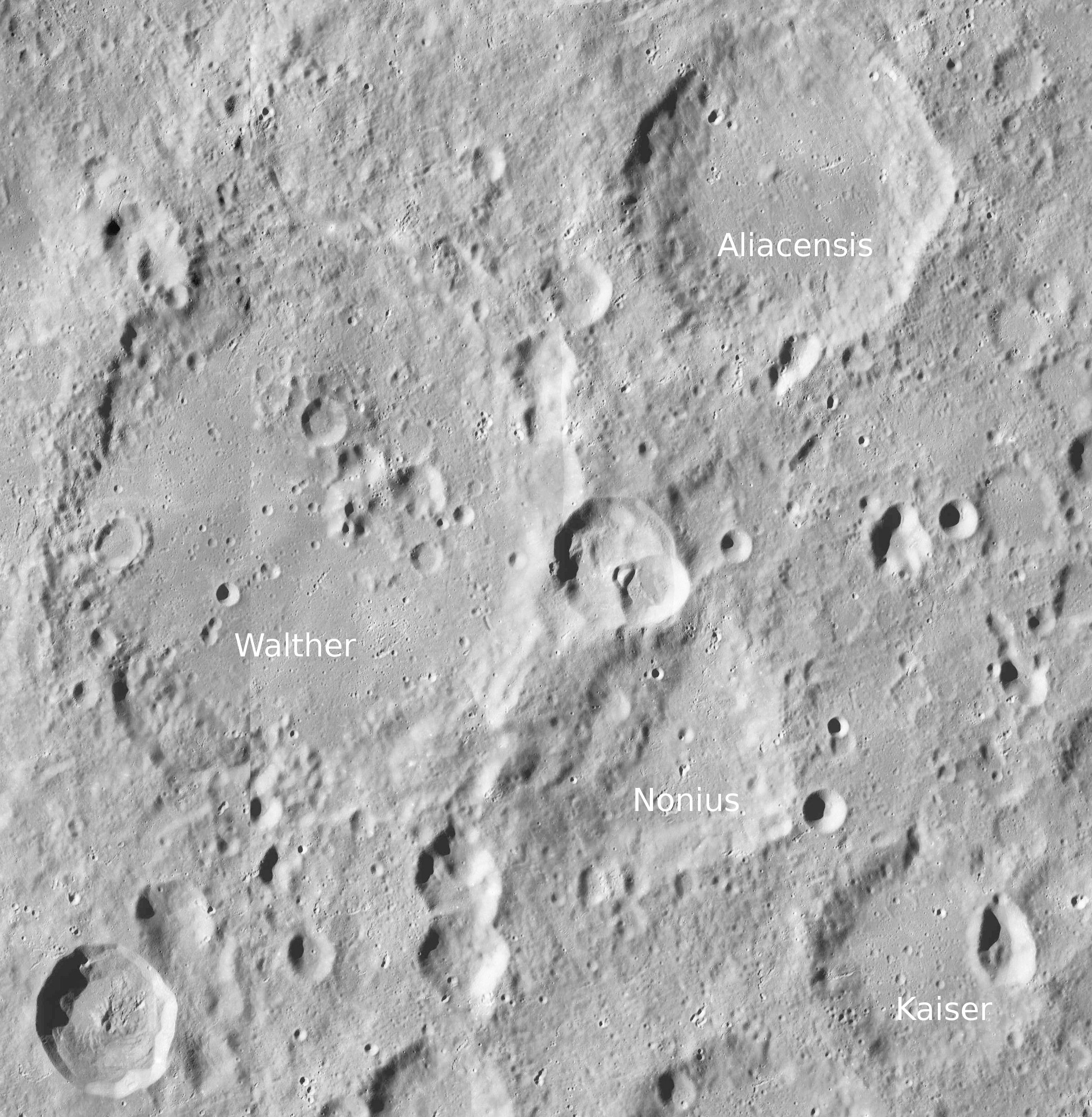
Окрестности кратера Вальтер. Снимок зонда Lunar Reconnaissance Orbiter.

Ближайшими соседями кратера являются огромный кратер Деландр на западе; большой кратер Региомонтан на севере-северо-западе; крупный кратер Алиацензий на северо-востоке; крупный кратер Нуньес примыкающий к кратеру Вальтер на юго-востоке; кратер Миллер на юге и кратер Лексель на юго-западе. Селенографические координаты центра кратера 33°15′ ю. ш. 0°37′ в. д. / 33,25° ю. ш. 0,62° в. д., диаметр 134,2 км, глубина 4,13 км.
Вал кратера имеет полигональную форму, значительно разрушен и перекрыт множеством мелких кратеров. Внешний откос вала имеет сложную форму и увенчан множеством пиков, один из которых, находящийся в восточной части, имеет высоту над дном чаши кратера более 3000 м. Высота вала над окружающей местностью 1640 м, объем кратера составляет приблизительно 17500 км³. Дно чаши кратера заполнено лавой, юго-западная часть чаши сравнительно ровная. Центральный пик состоит из нескольких возвышений и слегка смещен к северо-востоку от центра чаши и окаймлен с северо-восточной части группой небольших кратеров. Высота центрального пика составляет 2000 м. Кроме этого вокруг центрального расположены следующие приметные пики: пик с высотой 1000 м на севере и далее на северо-западе от последнего пик с высотой 500 м, широкий холм с высотой 800 м на юго-востоке, конический пик с высотой 600 м на юге. 

## Сателлитные кратеры

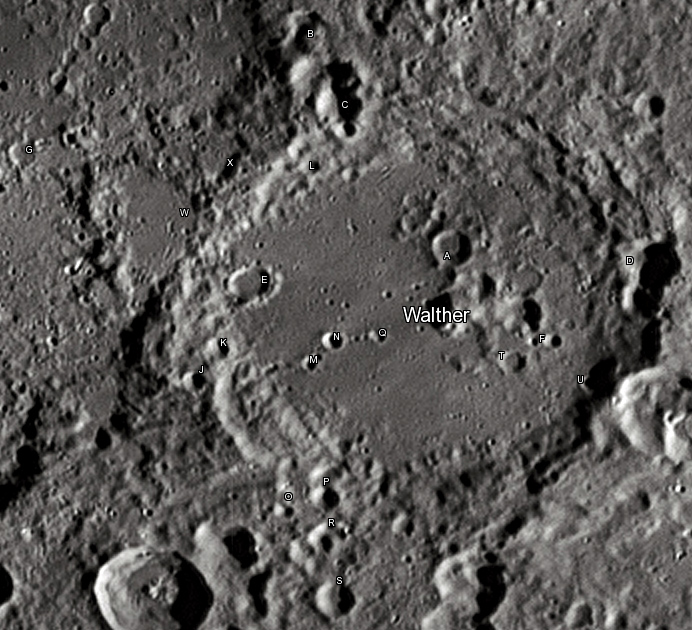
Снимок Девида Кемпбелла.

| Вальтер | Координаты                                          | Диаметр, км |
| ------- | --------------------------------------------------- | ----------- |
| A       | 32°26′ ю. ш. 0°45′ в. д. / 32,43° ю. ш. 0,75° в. д. | 11,2        |
| B       | 30°29′ ю. ш. 1°26′ в. д. / 30,48° ю. ш. 1,43° в. д. | 9,0         |
| C       | 31°12′ ю. ш. 0°51′ в. д. / 31,2° ю. ш. 0,85° в. д.  | 12,7        |
| D       | 32°01′ ю. ш. 2°50′ в. д. / 32,02° ю. ш. 2,84° в. д. | 16,5        |
| E       | 33°21′ ю. ш. 1°16′ в. д. / 33,35° ю. ш. 1,27° в. д. | 11,7        |
| F       | 33°09′ ю. ш. 2°05′ в. д. / 33,15° ю. ш. 2,09° в. д. | 5,3         |
| G       | 32°35′ ю. ш. 4°01′ в. д. / 32,59° ю. ш. 4,02° в. д. | 7,7         |
| J       | 34°30′ ю. ш. 1°35′ в. д. / 34,5° ю. ш. 1,58° в. д.  | 6,4         |
| K       | 34°05′ ю. ш. 1°25′ в. д. / 34,09° ю. ш. 1,41° в. д. | 6,8         |
| L       | 31°58′ ю. ш. 0°59′ в. д. / 31,96° ю. ш. 0,98° в. д. | 5,7         |
| M       | 34°04′ ю. ш. 0°24′ в. д. / 34,06° ю. ш. 0,4° в. д.  | 4,3         |
| N       | 33°44′ ю. ш. 0°13′ в. д. / 33,74° ю. ш. 0,22° в. д. | 5,6         |
| O       | 35°38′ ю. ш. 0°13′ в. д. / 35,63° ю. ш. 0,22° в. д. | 5,0         |
| P       | 35°24′ ю. ш. 0°11′ в. д. / 35,4° ю. ш. 0,18° в. д.  | 8,1         |
| Q       | 33°34′ ю. ш. 0°14′ в. д. / 33,57° ю. ш. 0,24° в. д. | 4,5         |
| R       | 35°49′ ю. ш. 0°20′ в. д. / 35,81° ю. ш. 0,34° в. д. | 10,0        |
| S       | 36°28′ ю. ш. 0°37′ в. д. / 36,47° ю. ш. 0,62° в. д. | 11,3        |
| T       | 33°29′ ю. ш. 1°44′ в. д. / 33,48° ю. ш. 1,74° в. д. | 7,6         |
| U       | 33°30′ ю. ш. 2°37′ в. д. / 33,5° ю. ш. 2,61° в. д.  | 4,3         |
| W       | 32°50′ ю. ш. 2°34′ в. д. / 32,83° ю. ш. 2,57° в. д. | 32,0        |
| X       | 32°10′ ю. ш. 1°58′ в. д. / 32,16° ю. ш. 1,96° в. д. | 11,6        |